# Colus bristolensis
Colus bristolensis är en snäckart som beskrevs av Dall 1919. Colus bristolensis ingår i släktet Colus och familjen valthornssnäckor. Inga underarter finns listade i Catalogue of Life.